# Bishop Auckland FC
Bishop Auckland Football Club är en engelsk fotbollsklubb baserad i Bishop Auckland. Hemmamatcherna spelas för närvarande på Dean Street i Shildon, och smeknamnet är The Bishops eller The Kiwis.
Klubben grundades 1886 och fram till 2001 spelade de sina matcher på en av Storbritanniens äldsta fotbollsplaner, Kingsway i Bishop Auckland. Det är meningen att en ny fotbollsarena skall byggas vid Tindale Crescent nära Bishop Auckland. Det hela har dock dragit ut på tiden och de senaste åren har laget delat plan med andra lokala lag. 
Bishop Auckland är ett av de mest framgångsrika amatörlagen och de vann FA Amateur Cup vid tio tillfällen, och var i final vid ytterligare åtta tillfällen.
FILMAR Photography – se länken nedan – har de enda arkiverade bilderna från den sista matchen som spelades på Kingsway ground.

## Meriter
- FA Amateur Cup: 1895-96, 1899-00, 1913-14, 1920-21, 1921-22, 1934-35, 1938-39, 1954-55, 1955-56, 1956-57.
- Northern League: 1899, 1901, 1902, 1909, 1910, 1912, 1921, 1931, 1939, 1947, 1950, 1951, 1952, 1954, 1955, 1956, 1967, 1985, 1986